# Ceratobasidium setariae
Ceratobasidium setariae är en svampart som först beskrevs av Sawada, och fick sitt nu gällande namn av Oniki, Ogoshi & T. Araki 1986. Ceratobasidium setariae ingår i släktet Ceratobasidium och familjen Ceratobasidiaceae.   Inga underarter finns listade i Catalogue of Life.